# Култура Русије
Култура Русије датира још од древних времена постојања словенских народа, међутим, њихова карактеристична особина Источне словенске културе значајно се мења и настаје појавом хришћанства.
Русија се вековима сматра земљом са најбогатијом културом. О значају културног живота и његовом развоју највише говори податак да само у Санкт Петербургу постоји око 2000 библиотека, 221 музеј, 80 позоришта и 45 уметничких галерија. Руси су народ који је изузетно поносан на своју земљу и нацију без дискриминације према другим нацијама.
Руска култура има дугу историју. Русија има дугу традицију у многим аспектима уметности, посебно када је у питању књижевност, филозофија, класична музика, балет, архитектура, сликарство, кинематографија, анимација и политика, и све су ове дисциплине имале значајан утицај на светску културу. Русија је такође има велику материјалну културу и традицију у технологији.
Руска култура је расла од источних Словена, са паганским уверењима и специфичним начином живота у шумовитим подручјима далеке источне Европе. На рану руску културу под великим утицајем су суседних финско-угринских племена и номадских народа Понтијске степе (углавном од Кипчака и Иранског порекла).
Крајем првог миленијума Варангијанци (наводно скандинавски Викинзи) такође су учествовали у формирању руског идентитета и државе Кијевских Руса. Православно-хришћански мисионари почели су да долазе из Источног римског царства у 9. веку, а Кијевски Руси су прерасли у православно хришћанство 988. године. Ово је у великој мери дефинисало руску културу следећег миленијума као синтезу словенских и византијских култура. После пада Константинопоља 1453. године, Русија је остала највећа православна нација на свету и затражила наследство византијског наслеђа у облику идеје Трећег Рима. На различитим местима у својој историји, земљу је такође снажно утицала култура западне Европе. Од реформи Петра Великог, руска култура се већ двадесет година у великој мери развијала у општем контексту европске културе, умјесто да се бави својим јединственим начинима. Ситуација се променила у 20. веку, када је комунистичка идеологија постала главни фактор у култури Совјетског Савеза, гдје је Русија, у облику Руског СФСР, била највећа и водећа улога.
Због релативно закаснелог учешћа Русије у савременој глобализацији и међународном туризму многи аспекти руске културе, као што су руске шале и руска уметност, остају углавном непознати странцима.

## Језици
Русија има око 160 етничких група, од којих се говори око 100 различитих језика. Према попису из 2002. године, 142,6 милиона људи говори руски, а затим татарски са 5,3 милиона и украјински са 1,8 милиона говорника. Руски је једини званични државни језик, али Устав даје појединачним републикама право да сарађују са својим матерњим језиком поред руског. Упркос свом широком дисперзију, руски језик је хомоген у целој Русији.
Руски језик је најраспрострањенији језик Евроазије и најразговорнији словенски језик. Руски језик припада индоевропској језичкој породици и један је од живих језика групе источно словенских језика; остали су Белоруски и Украјински (и можда Русински).
Писани примери источно-старословенског (Староруског) потврђени су да потичу од 10. века па надаље.
Преко четвртине светске научне литературе објављено је на руском језику. Руски се такође примењује као средство кодирања и чувања универзалног знања - 60-70% свих светских информација објављује се на енглеском и руском језику.
Руски језик је један од шест службених језика Уједињених нација.

### Фолклор
Руски фолклор потиче од паганских веровања древних Словена, која су данас присутна у руским бајкама. Епске руске приче су такође важан део словенске митологије. Најстарије приче о Кијевском циклусу заправо су забележене углавном на руском северу, нарочито у Карелији, где је забележен и велики део Финске националне епске Калевале.
Многе руске бајке и приче су прилагођене анимацијским филмовима. Неки руски песници, међу којима и Петар Јершов и Леонид Филатов, створили су бројне познате поетске интерпретације класичних руских бајки, а у неким случајевима попут Александра Пушкина, створене су потпуно нове и оригиналне бајке које су постале веома популарне.
Фолклористи данас сматрају да је 1920-их било златно доба фолклора Русије.
Нова влада која се бори, морала је усредсредити своје напоре на успостављање новог административног система и изградњу економије у држави, влада није покушавала да контролише уметност, тако да је фолклор био успешан.
Током деценије постојале су два основна кретања фолклорне студије: формалистичке студије и финска школа.
Формализам се фокусирао на уметнички облик древних прича и бајки, конкретно на њихову употребу посебне структуре и комбиновање поезије.
Док се финска школа бавила везом између легенди различитих источноевропских регија. Фински научници прикупили су и упоређивали приче из више локалних подручја, анализирали њихове сличности и разлике, надајући се да ће пронаћи миграционе стазе ових епских прича.
Када је Јосиф Стаљин дошао на власт и пустио први петогодишњи план 1928. године, совјетска влада почела је да критикује и цензурише фолклорне студије. Стаљин и совјетски режим потискивали су фолклор, верујући да подржавају стари царски систем и капиталистичку економију. Видели су то као подсетник за руско друштво које је раније уочило да су Бољшевици то радили како би их надмашили. Да би проверили фолклорне студије и спријечили "неадекватне" идеје да се шире међу масама, влада је створила РАПП - Руску асоцијацију пролетерских писаца. РАПП се посебно фокусирао на цензурисање бајки и дечије књижевности, верујући да фантазије и "буржујске бесмислице" штете развоју будућих совјетских грађана. Бајке су уклоњене из библиотекарских полица и деца су охрабрена да читају књиге које се фокусирају на природу и науку.
РАПП је на крају повећао своје нивое цензуре и постао Савез совјетских писаца 1932.
У циљу даљег истраживања и анализе фолклора, интелектуалци су морали да оправдају своје интересовање комунистичком режиму. У супротном, колекције фолклора, заједно са свом осталом литературом која се сматрала бескорисном за потребе Стаљиновог петогодишњег плана, била је неприхватљива област студирања.
Максим Горки је 1934. године одржао говор у Савезу совјетских писаца, тврдећи да би се фолклор могао свесно користити за промоцију комунистичких вредности. Осим излагања о уметничкој вредности фолклора, нагласио је да су традиционалне легенде и бајке показале идеалне, заједничке личности, што је узорак модел Совјетског грађанина.
Фолклор, са многим конфликтима заснованим на борби о радно оријентисаном начину живота, био је релевантан за комунизам јер није могао постојати без директног доприноса радних класа.
Такође, Горки је објаснио да фолклорни ликови изражавају висок ниво оптимизма и стога би могли охрабрити читаоце да одрже позитиван начин размишљања, посебно пошто су се њихови животи променили са даљим развојем комунизма.
Јуриј Соколов, руководилац фолклорног дела Савеза совјетских писаца, промовисао је проучавање фолклора тврдећи да је фолклор изворно био усмена традиција радног народа, те се стога могла користити за мотивисање и инспирисање колективних пројеката међу садашњем радном народу -дан пролетеријата.
Ликови у традиционалним руским народним песмама и причама често су се нашли на путу самопознатљивости, процес који их је навикавао да себе не вреднују као појединци, већ као неопходан део заједничке целине. Ставови таквих легендарних ликова је било размишљање које је совјетска влада желела да уђе у грађане.
Такође је истакао постојање многих прича који су показали члановима радничке класе да надмашују своје сурове мајсторе, који су поново радили како би доказали вредност фолклора совјетској идеологији и друштвеном друштву у целини.
Уверени у аргументе Горког и Соколова, совјетска влада и Савез совјетских писаца почели су сакупљати и процењивати фолклор из читаве земље. Унија је избацила и снимала одређене приче које су у њиховим очима довољно промовисале колективистички дух и показале предности и напредак совјетског режима. Затим се наставила редистрибуција копија одобрених прича широм становништва. У међувремену, локални фолклорни центри настали су у свим већим градовима.
Поред циркулисаних владиних бајки и прича које су већ постојале за време Стаљинове владавине, одређени аутори су кроз одговарајућу совјетску идеологију написали комунистичка дела, приче, и упознали их са становништвом. Ови савремени народи комбиновали су структуре и мотиве старог фолклора са савременим животом у Совјетском Савезу. Назване новином, ове нове приче се сматрају руском епском ренесансом.
Фолклористи су позвани да науче савремене игре конвенционалним стилом и структуром традиционалне бајке. Такође су објаснили извођачима одговарајуће врсте комунистичке идеологије која би требало да буде представљена у новим причама и песмама. Пошто су извођачи тада често били слабо образовани, морали су да стекну темељно разумевање марксистичке идеологије пре него што се од њих могло очекивати да преносе публику јавности на начин који одговара совјетској влади. Поред обогаћеног образовања, многи народни извођачи путовали су широм нације како би добили увид у животе радничке класе и на тај начин комуницирају своје приче ефикасније.
Због своје кључне улоге у ширењу комунистичких идеала широм Совјетског Савеза, на крају су неки од ових извођача постали високо цењени чланови совјетског друштва. Један број њих, упркос неписмености, су изабрани за чланове Савеза совјетских писаца.
Ове нове совјетске бајке и народне песме првенствено су биле фокусиране на контрасте између несрећног живота у старој царској Русији и побољшаној Русији под Стаљиновим руководством. Њихови ликови су представљали идентитете на које би требало да се усмере совјетски грађани, а то су карактеристике "Новог совјетског човека". Хероји совјетских прича имали су за циљ приказивање трансформисане и побољшане верзије просечног грађанина, чиме је читатељу јасно постављен циљ за идеално оријентисано друштво према којем будућност он или она треба да постане. Ови нови народи заменили су магију технологијом и натприродне снаге са Стаљином.
Уместо да добије есенцијални савет од митског бића, протагониста је добијао савет од Стаљина. Ако се лик придржавао Стаљиновог божанског савета, могао је бити сигуран у све своје напоре и потпуну трансформацију у "Новог совјетског човека". Злочинци ових савремених бајки били су Бели и њихов лидер Идолисце, "најмонструознији идол", који је био еквивалент Цезара. У овим новим причама, Бели су били нестручни, стагнирајући капиталисти, док су совјетски грађани постали непобедиви хероји.
Када је Стаљин умро у марту 1953. године, фолклористи тог периода су брзо напустили новонастали фолклор. Писани од стране појединачних аутора и извођача, новине нису нашле пут до усмене традиције радничке класе. Сходно томе, данас се сматрају псеудо-фолклорима, а не истинским совјетским фолклором.
Без икакве истинске везе са маскама, није било разлога да се новини треба сматрати било шта друго осим савремене књижевности.
Специјалисти су одлучили да покушаји представљања савременог живота кроз структуру и уметност древних епика не могу сматрати истинским фолклорима.
Стаљиново име је изостављено из неколико преживелих псеудо-фолклора овог периода. Уосталом, узимајући у обзир фолклор под Стаљином, традиционалном руском ренесансом, данас се уопштено говори као период задржавања и лажности.

### Књижевност
Руска књижевност се сматра једном од најутицајнијих и најразвијенијих у свету, са неким од најпознатијих књижевних дела које припадају . тој књижевности. Руска књижевна историја датира из 10. века; у 18. веку њен развој је подстакнут радовима Михаила Ломоносова и Дениса Фонвизина, а до почетка 19. века настала је савремена домаћа традиција, која је производила неке од највећих писаца свих времена. Тај период и златно доба руске поезије почело је са Александром Пушкином, који се сматрао оснивачем савремене руске књижевности и често описан као "руски Шекспир" или "руски Гете". Настављао је у 19. веку са поезијом Михаила Љермонтова и Николаја Некрасова, драмама Александра Островског и Антона Чехова, као и прозу Николаја Гогоља, Ивана Тургењева, Лава Толстоја, Фјодора Достојевског, Михаила Салтиков-Шчедрина, Ивана Гончарова , Алексеја Писемског и Николај Лескова. Толстој и Достојевски су посебно били титански ликови, до тачке да су многи књижевни критичари описали једног или другог као највећег романописца икада.
Крајем 19. и почетком 20 века руска књижевност је почела да се мења. Доба великих романолога је завршена и кратка фикција и поезија постали су доминантни жанрови руске књижевности у наредних неколико деценија, који су касније постали познати као Сребрно доба руске поезије. Водећи писци овог доба су Валериј Бриусов, Андреј Бели, Вјечеслав Иванов, Александр Блок, Николај Гумилев, Дмитриј Мережковски, Фјодор Сологуб, Ана Акхматова, Осип Манделстам, Марина Тсветаева, Леонид Андреев, Иван Бунин и Максим Горки.
После руске револуције 1917. и наредног грађанског рата, руски културни живот остао је у хаосу. Неки истакнути писци, попут Ивана Бунина и Владимира Нобакова, напустили су земљу, док се нове генерације талентованих писаца придружиле различитим организацијама с циљем стварања нове и препознатљиве културе радничке класе, погодне за нову државу, Совјетски Савез.
Током 1920-их, писци су уживали широку толеранцију. Током тридесетих година прошлог века, цензура над литератури је пооштрена у складу с политиком социјалистичког реализма Јосипа Стаљина. После његове смрти олакшавала се књижевност, а до седамдесетих и осамдесетих година писци су све више игнорисали службене смернице. Међу водећим ауторима совјетске ере били су: Евгеније Замиатин, Исак Бабел, Владимир Мајаковски, Илф и Петров, Јуриј Олеска, Михаил Булгаков, Борис Пастернак, Михаил Шолохов, Александр Солженитсин, Евгеније Јевтушенко и Андреј Вознесенски.
Совјетска ера је такође била златно доба руске научне фантастике, која је иницијално инспирисана западним ауторима и са ентузијазмом развијала успех совјетског свемирског програма. Аутори као што су Аркад и Борис Стругатски, Кир Булихов, Иван Јевремов, Александар Белајев уживали су у то време велику популарност.
| Александар Пушкин (1799–1837) | Михаил Љермонтов (1814–1841) | Иван Тургењев (1818–1883) | Фјодор Достојевски (1821–1881) | Лав Толстој (1828–1910) | Антон Чехов (1860–1904) | Михаил Булгаков (1891–1940) |
| ----------------------------- | ---------------------------- | ------------------------- | ------------------------------ | ----------------------- | ----------------------- | --------------------------- |
|                               |                              |                           |                                |                         |                         |                             |

### Филозофија
Неки руски писци, попут Толстоја и Достојевског, познати су и као филозофи, док су многи аутори пре свега познати по својим филозофским радовима. Руска филозофија је расла од 19. века, када је једна група на почетку дефинисала опозицију западњака, заговарала је Русију по западним политичким и економским моделима, и Славофиле, инсистирајући на развијању Русије као јединствене цивилизације. Друга група укључује Николаја Данилевског и Константина Леонтјева, раних оснивача евроазијства.
У свом даљњем развоју, руска филозофија је увек била обележена дубоком везом са књижевношћу и интересовањем за креативност, друштво, политику и национализам; космос и религија су били други примарни субјекти. Значајни филозофи крајем 19. и почетком 20. века укључују Владимир Соловов, Сергеј Булгаков, Павел Флоренски, Николај Берђајев, Владимир Лоски и Владимир Вернадски. У 20. веку руском филозофијијом је доминирао марксизам.
| Михаил Бакуњин (1814–1876) | Јуриј Самарин (1819–1876) | Петар Кропоткин (1842–1921) | Владимир Соловјов (1853–1900) | Лев Шестов (1866–1938) | Николај Берђајев (1874–1948) | Николај Рерих (1874–1947) |
| -------------------------- | ------------------------- | --------------------------- | ----------------------------- | ---------------------- | ---------------------------- | ------------------------- |
|                            |                           |                             |                               |                        |                              |                           |

### Руски хумор
Русијски хумор јесте потекао од велике руске флексибилности и богатства руског језика, омогућавајући шале и неочекиване асоцијације. Као и са било којом другом нацијом, њено велико подручје се креће од несвакидашњих шала и глупости у политичкој сатири.
Руске шале, најпопуларнија форма руског хумора, су кратке фиктивне приче или дијалог са "панч" линијом. Руска шала садржи низ категорија са фиксним и веома познатим поставкама и ликовима. Изненађујући ефекти се постижу у бескрајним разноврсним парцелама. Руси воле шале на теме које се налазе свуда у свету, било да се ради о политици, односима супружника или мајкама.
Частушка, врста традиционалне руске поезије, представља јединствени квартет у трохејском тетраметру са шемом "абаб" или "абцб". Обично хуморни, сатирични или иронични у природи, частушке се често стављају у музику, обично у балалајке или хармонике. Крута, кратка структура (врта хумора које се употребљава у мањој мери) паралише лимерикама. Име потиче од руске речи "парчать", што значи "брзо говорити".

### Руско поздрављање
Руска култура налаже да се мушкарци према мушкарцима поздрављају руковањем, док се мушкарци са женама не поздрављају руковањем јер се то сматра увредом за жену. Често виђена појава широм источног дела Русије, да баш због тог обичаја, мушкарци опонашају звукове птица, најчешће гугутка или квачка.

## Визуелна уметност

### Архитектура
Руска архитектура почела је са зградама дрвореза Старословена. Од хришћанизације Кијевске Русије, Византијска архитектура је утицала неколико векова на руску архитектуру, све до пада Константинопоља. Поред утврђења (кремлина), главне камене зграде древног Руса биле су православне цркве, са својим бројним куполама, често позлаћене или сјајне боје. Аристотел Фиораванти и остали италијански архитекти довели су ренесансне трендове у Русију. У 16. веку је дошло до развоја јединствених цркава у шаторима које су се кулминирале у катедрали Светог Василија. До тада је била потпуно дизајниран, и имала специфичан дизајн куполе лука. У 17. веку, "огњени стил" орнаментике је процветао у Москви и Јарослављу, који је постепено отварао пут за Наришкин барок из 1690-их. Након реформи Петра Великог, Русија је била много ближа западној култури, ближа променама архитектонских стилова у земљи где је углавном пратила западну Европу.
Током 18. века рококо архитектура је родила сјајна нова дела, један од најпознатијих архитекта је био Бартоломеј Растрели. Током владавине Екатарине Велике и њеног унука Александра, град Санкт Петербург претворен је у отворени музеј неокласичне архитектуре. У другој половини 19. века доминирао је византијски и руски стил ревитализације (ово одговара готичком препороду у западној Европи). Превалентни стилови у 20. веку били су ар нуво (Фјодор Шекхтел), конструктивизам (Мојсије Гинзбург и Виктор Веснин) и стил Стаљинског царства (Борис Јофан). Након Сталинове смрти нови совјетски лидер Никита Хрушчов осудио је „ексцесе” бивших архитектонских стилова, а у каснијем совјетском периоду архитектуру земље доминирала је обичан функционализам. Ово је донекле помогло у решавању стамбеног проблема, али је створило велике масивне зграде са ниским архитектонским квалитетом, што је у супротности са претходном светлосном архитектуром. После распада Совјетског Савеза ситуација се поправила. Многе цркве срушене у совјетском времену обновљене су, а овај процес наставља заједно са обнављањем разних историјских објеката уништених у Другом светском рату. Што се тиче оригиналне архитектуре, у савременој Русији нема више заједничког стила, иако међународни стил има велики утицај.

### Рукотворине
Матрјошка (бабушка) лутка је руска лутка. Склоп матрјошке се састоји од дрвене фигуре која се може извући како би се открила још једна фигура исте врсте, али нешто мања унутар ње. Свака лутка има нешто мању фигуру унутра, и тако даље. Број угњежених фигура је обично шест или више. Облик је углавном цилиндричан, заобљен на врху за главу и шири према дну. Лутке немају екстремитета (осим оних које су нацртани). Права уметност је у сликарству сваке лутке, која може бити изузетно елаборирана. Тема је обично сељачка девојка у традиционалној хаљини, али може бити скоро све; као што су, бајке или совјетски лидери. Први примерци руских матрјошки појавили су се 1890. године. Приписују се дрводељи В. П. Звјоздочкину и професионалном уметнику Сергеју Маљутину. Први пут приказане су 1900. године на Светској изложби у Паризу, где су награђене бронзаном медаљом. Ове лутке од тада почињу да се израђују широм Русије и користе и само као украси.

## Традиција
Самовар је врста руског чајника који представља важан део руске традиције и културе. Један је од незабиолазних предмета који се налази у скоро сваком руском домаћинству. Прави се у разним величинама а Руси са задовољством пију чај у свако доба дана и по традицији пије се само док је врућ. Традиционално сваки гост у своју шољу стави заварку (мешавина јаког концентрованог чаја), која се потом прелије прокључалом водом из самовара. У Русији се позив на чај сматра делом срдачне добродошлице.

## Религија
У Русији живи велики број разних етничких заједница, странаца свих вера и нација. Службене религије су: православље, ислам, будизам и јудаизам.
Највећи део руске популације су православци. Божић и Ускрс се свечано обележавају. Руска православна црква и даље користи стари јулијански календар, који пада 13 дана после грегоријанског. Божић се обележава 7. јануара уместо 25. децембра а исто се односи и на остале верске празнике.

## Културни споменици
Кремљ је историјски утврђен комплекс окружен реком Москвом на југу, Црвеним тргом на истоку и Александровом баштом на западу. Састоји се од четири катедрале, опасан је Кремаљским зидом са Кремаљским кулама. Златне куполе катедрала и палате чине архитектонску целину јединственом и један су од главних симбола Русије. Кремљ је и званична резиденција Председника Русије.
Црвени тргје најпознатији московски градски трг.Одваја Московски Кремљ,од старе историјске трговачке четврти. Сматра се средишњим московским тргом и срцем целе Русије.
Храм Василија Блаженог изграђен је по налогу Ивана Грозног између 1555. и 1561. године као сећање на освајање Казанског каната. Карактеристичан је по шарама куполе по којима је Русија постала светски позната.
Третјаковска галерија је музеј ликовне уметности у Москви и једна од највећих уметничко-просветних установа у Русији. Основана је 1854. године. Име је добила по колекционарима - браћи Павлу Михајловичу и Сергеју Михајловичу Третјакову, који су своје збирке слика поклонили Москви 1892.године.
Бољшој театар је најпознатији историјски театар у Русији. Бољшој балет и Бољшој опера се налазе међу најстаријим и најбољим балетским и оперским позориштима на свету. Театар је зачетник компаније Бољшојске балетске Академије (водеће светске школе балета).
Фабержеов музеј је приватни музеј у коме је изложена изузетно вредна колекција јувелирских предмета руског јувелира Карла Фабержеа. Сви експонати су уникатни предмети. Најчувенији део музејске збирке чини девет ускршњих јаја израђених по наруџбини руских царева.

## Књижевници
- Михаил Васиљевич Ломоносов (1711-1765)
- Иван Андрејевич Крилов (1768-1844)
- Александар Сергејевич Пушкин (1799-1837)
- Николај Васиљевич Гогољ (1809-1852)
- Михаил Јурјевич Љермонтов (1814-1841)
- Иван Сергејевич Тургењев (1818-1883)
- Фјодор Достојевски (1821-1881)
- Лав Толстој (1828-1910)
- Антон Павлович Чехов (1860-1904)
- Максим Горки (1868-1936)
- Иван Алексејевич Бунин (1870-1953)
- Александер Александрович Блок (1880-1921)
- Борис Пастернак (1890-1960)
- Владимир Владимирович Мајаковски (1893-1930)
- Сергеј Александрович Јесењин (1895-1925)
- Владимир Набоков (1899-1977)
- Михаил Александрович Шолохов (1905-1984)
- Данил Хармс (1905-1942)
- Александар Солжењицин (1918-2008)
- Едуард Лимонов (1943-данас)

## Сликари
- Андреј Рубљов (1360.-1430.)
- Васиљ Кандински (1866.-1944.)
- Казимир Маљевич (1878.-1935.)

## Народни празници
- 1. јануар - Нова година
- 7. јануар - Божић
- 23. фебруар - Дан заштитника отаџбине
- 8. март - Међународни празник жена
- 1. мај - Празник рада
- 9. мај - Дан победе
- 12. јуни - Дан Русије
- 4. новембар -[43]
- 12. децембар - Дан устава Руске Федерације[44]

## Народни обичаји
Масленица је најстарији руски празник којим се испраћа зима и дочекује пролеће. Масленица пада у недељу, уочи Великог поста. Други назив јој је "Сирна седмица". У време Масленице, по црквеном канону, није дозвољена употреба меса. Млечни производи и јаја једу у неограниченим количинама. По православном календару, обележавање Масленице почиње 56 дана пре Васкрса.
Припрема за Масленицу почињу недељу дана раније. Тада домаћице детаљно чисте кућу, припремају празнично посуђе за употребу, купују велику количину производа за прославу. Седам масленичних дана представља највеселији и најдражи период у години за руски народ.
Основно јело и симбол Масленице су палачинке. Пеку се сваког дана од понедељка до недеље. Праве се од пшеничног, овсеног, хељдиног и кукурузног брашна са додатком кромпира, тикве, јабуке и крем-сира,са павлаком, јајима, икром и разним другим прилозима.
Субота уочи маслене недеље, назива се "малом масленицом". Представља дан сећања на умрле — Задушнице. Припремају се специјална јела, углавном палачинке, које се носе на гробље. У недељу, на покладе, уочи Великог поста, последњи пут се једе месо.